# 内村直也 (柔道)
内村 直也（うちむら なおや、1970年4月3日 - ）は、日本の柔道家。現役時代は65kg級の選手。身長168cm。現在は大阪産業大学のスポーツ健康学部スポーツ健康学科の准教授。

## 来歴
愛知県出身。津島柔道会で柔道を始めた。佐屋中学から中京高校へ進むと、1年の時には早くもインターハイ軽量級で2位になる活躍を見せるが、2年と3年の時には上位へ進めなかった。団体戦の国際高校柔道選手権大会では優勝を飾った。筑波大学へ進学すると、1年の時には新人体重別60kg級で優勝した。世界ジュニアでは準決勝でソ連のニコライ・オジョギンに判定で敗れて3位だった。2年になると、正力杯で2位になった。新人体重別では3位に終わり2連覇はならなかった。4年の時には階級を65kg級に上げると、正力杯で2年ぶり2度目の2位となった。1993年には近藤産興に入社すると、実業個人選手権では決勝でフジ＆トライオーシャンの松岡静也に敗れた。1994年の講道館杯では3位だったが、選抜体重別では決勝で天理大学4年の弓矢竜太を破って優勝を飾った。パリで初開催となったワールドカップ団体戦では3位だった。1995年にはフランス国際で優勝した。実業個人選手権でも優勝を飾った。1996年のドイツ国際では3位だった。嘉納杯と講道館杯では決勝で旭化成の中村行成にそれぞれ判定で敗れた。1997年にはフランス国際で2年ぶり2度目の優勝を飾るが、選抜体重別決勝で中村にまたもや判定で敗れて世界選手権代表にはなれなかった。東アジア大会では2位だった。引退後の2009年には世界ベテラン大会の73kg級で優勝を飾った。2017年には瀬田柔道会の所属で、｢すべての局面を「投げ」で解決！背負投の入り方57｣の宣伝を兼ねて47歳にして実業個人選手権73kg級に出場すると、ベスト16まで進んだ。2019年にはアジア柔道連盟主催の国際大会で審判を務めることができるコンチネンタル審判員となった。

## 戦績
60kg級での戦績
- 1986年 -　インターハイ　2位(軽量級)
- 1988年 -　国際高校柔道選手権大会 団体戦 優勝
- 1989年 -　新人体重別 優勝
- 1990年 -　世界ジュニア　3位
- 1990年 -　正力杯　2位
- 1990年 -　新人体重別　3位

65kg級での戦績
- 1992年 -　正力杯　2位
- 1993年 -　実業個人選手権　2位
- 1993年 -　スイス国際　優勝
- 1994年 -　講道館杯　3位
- 1994年 -　選抜体重別　優勝
- 1994年 -　ワールドカップ団体戦　3位
- 1995年 -　フランス国際　優勝
- 1995年 -　オーストリア国際　3位
- 1995年 -　実業個人選手権　優勝
- 1996年 - ドイツ国際　3位
- 1996年 - 嘉納杯　2位
- 1996年 -　講道館杯　2位
- 1997年 -　フランス国際　優勝
- 1997年 -　オーストリア国際　3位
- 1997年 -　選抜体重別　2位
- 1997年 -　東アジア大会　2位
- 1998年 -　ロシア国際　3位(66kg級)

(出典、JudoInside.com)。

## DVD
- すべての局面を「投げ」で解決！背負投の入り方57